# Cephaliophora irregularis
Cephaliophora irregularis är en svampart som beskrevs av Thaxt. 1903. Cephaliophora irregularis ingår i släktet Cephaliophora, ordningen skålsvampar, klassen Pezizomycetes, divisionen sporsäcksvampar och riket svampar.   Inga underarter finns listade i Catalogue of Life.